# 鯉景灣
鯉景灣（英語：Lei King Wan）是位於香港香港島西灣河海旁的一個私人大型屋苑，由太古地產發展和王董建築師事務設計，包括填海及興建，於1988年落成。
鯉景灣臨西灣河海岸線而建，分為4期，分別是第1期（觀字閣），第2期（逸字閣），第3期（怡字閣）及第4期（安字閣），合共17座住宅，提供2,295個住宅單位。景觀方面，鯉景灣部分單位享有遼闊海景，遙望油塘沿岸景致及遠眺九龍灣至啟德一帶景色。
鯉景灣為全港20大主要屋苑，亦為中原城市領先指數成份屋苑之一。根據2021年香港人口普查，鯉景灣的家庭收入中位數為$60,850（全港第53位）。

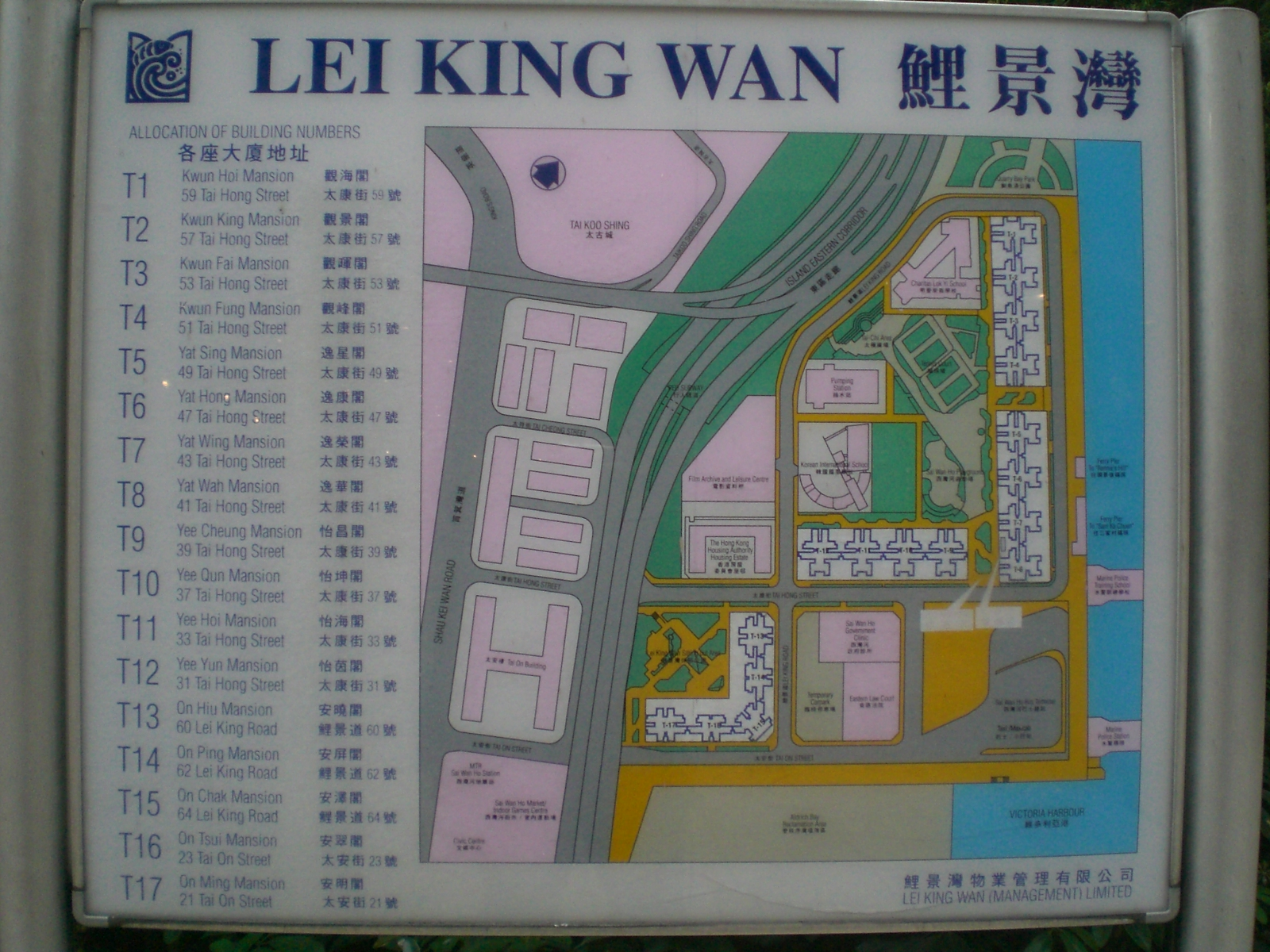
鯉景灣地圖，可見不同大廈的地址及位置。

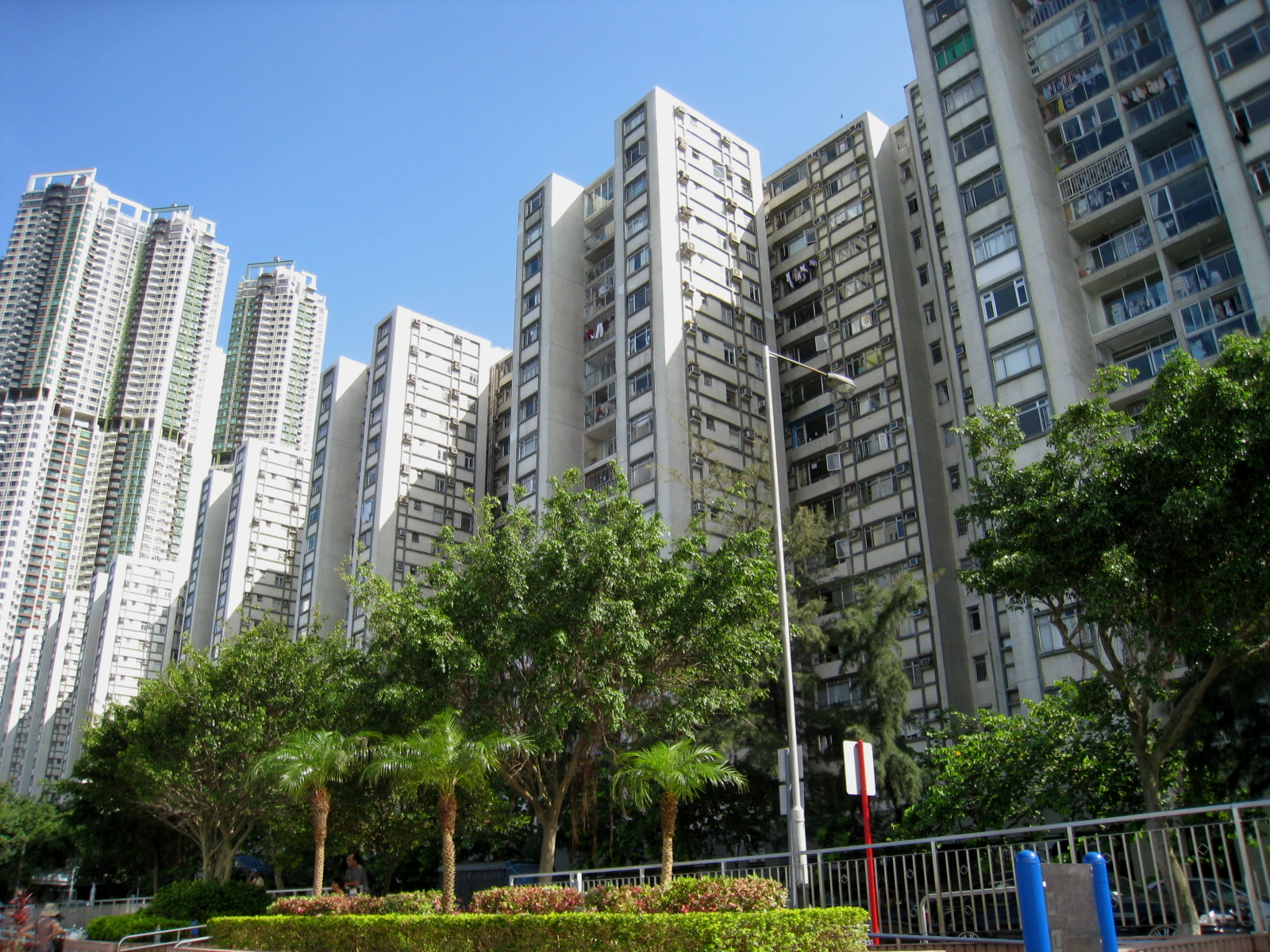
鯉景灣與鄰近的嘉亨灣

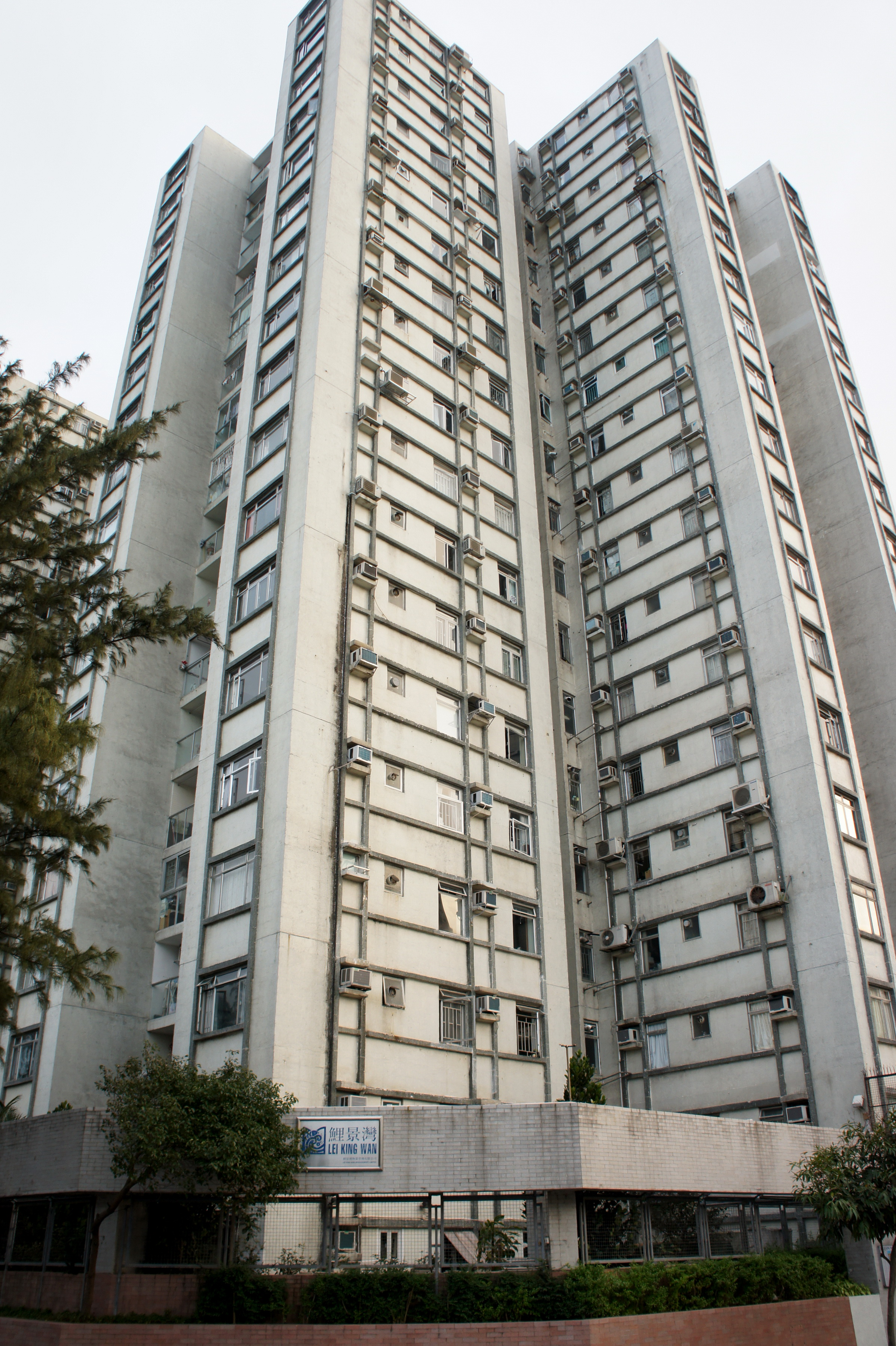
鯉景灣觀海閣(1座)

## 歷史
鯉景灣前身為地鐵港島線工程臨時車廠。而鯉景灣的售樓處及示範單位曾設於太古城中心第一期。

## 住宅
鯉景灣分為四期發展，共建有17座住宅大樓。其中「觀」字閣為A期，共有4座；「逸」字閣為B期，共有4座；「怡」字閣為C期，共有4座；「安」字閣為D期，共有5座。
每座大樓高17至20層，各配置兩部升降機。要留意的是部份樓層不設升降機。各座的1樓至頂層（17至19樓）屬住宅樓層，每層各設2至8伙單位，合共提供2,295伙分層住宅。單位的實用面積介乎427至765平方呎，樓底高度普遍為8呎或8呎1吋，間隔包括2房2廳、3房2廳（連套房）兩種，客飯廳一般以曲尺廳、長形廳、左右廳開則。
景觀方面，「觀」字閣和「逸」字閣向東北單位，享有遼闊海景，遙望油塘沿岸景致；「怡」字閣、「安」字閣部份座數及觀海閣向西北單位亦有開揚海景，遠眺九龍灣至啟德一帶景色。向西南單位則主要望公園以至東區走廊周邊樓景；而向東或東南單位，部份近望嘉亨灣或逸濤灣，部份單位會望愛秩序灣公園和東濤苑周圍樓景。要留意屋苑某些座數由較接近或面向東區走廊，會受噪音問題影響。

## 屋苑設施
鯉景灣不設住客會所。不過屋苑毗鄰西灣河遊樂場（內設多個網球場）及港島東體育館，方便住戶前往使用。

## 生活配套
鯉景灣地下設有各式特色餐廳集聚區「蘇豪東」，以及超級市場與日常用品連鎖店，而於港鐵西灣河站一帶民生商店、食肆林立，銀行、熟食中心及街市亦一應俱全。
社區康樂設施方面，屋苑附近綠化空間眾多，附近有鰂魚涌公園、港島東體育館、西灣河體育館、西灣河遊樂場、西灣河文娛中心、鯉魚門公園及度假村等可供公眾使用。而屋苑附近亦坐立不少知名中小學及國際學府。
鯉景灣鄰近大型商場太古城中心和康怡廣場以及太古坊核心商業區，生活及交通配套齊備，故獲不少外區港島家庭客垂青。

## 交通
交通方面，由屋苑到港鐵西灣河站約5至8分鐘步程。當中以「安」字閣離港鐵站最近，「觀」字閣最遠。同時在嘉亨灣基座設有交通總滙及中港客運車站；附近及筲箕灣道沿線亦有各類交通工具包括渡輪、巴士、小巴及電車，來往港九新界各區均十分便利。

## 教育
鯉景灣納入中學港島東區校網，而小學則隸屬14號校網，區內中小校舍林立，例如番禺會所華仁小學、香港嘉諾撒學校、蘇浙小學、北角官立小學及北角循道學校等；中學則有庇理羅士女子中學、嘉諾撒書院、張祝珊英文中學、香港中國婦女會中學、聖馬可中學、港島民生書院及筲箕灣官立中學等優良學校。屋苑亦鄰近香港韓國國際學校 (Korean International School of Hong Kong)、地利亞加拿大學校 (DSC International School Hong Kong)、鰂魚涌小學 (Quarry Bay School) 等國際學府。而由鯉景灣去香港大學和香港樹仁大學亦只需30分鐘。

## 流行文化
鯉景灣是電視劇集經常取景的地方之一，例如無綫《金石良緣》第十九集及亞視《代代平安》等。

## 鄰近建築
- 西灣河水警基地
- 西灣河碼頭
- 韓國國際學校
- 明愛樂義學校
- 西灣河健康中心
- 康東邨
- 嘉亨灣
- 西灣河海濱公園
- 鰂魚涌公園
- 西灣河遊樂場
- 港島東體育館
- 東區法院大樓
- 鯉景道綜合大樓（建築中）

## 其他外部連結
- 西灣河鯉景灣是個香港中產樓盤